# Sorindeia africana
Sorindeia africana là một loài thực vật có hoa trong họ Đào lộn hột. Loài này được (Engl.) Van der Veken miêu tả khoa học đầu tiên năm 1959.